# Garaeus muscorarius
Garaeus muscorarius là một loài bướm đêm trong họ Geometridae.